# Sèvres-Syndrom

Karte des Vertrags von Sèvres mit den Interessensgebieten der Triple Entente und Gebietsabtretungen an Armenien und Griechenland.

Das sogenannte Sèvres-Syndrom (türkisch Sevr Sendromu) ist eine in der heutigen Türkei verbreitete Verschwörungstheorie, wonach „ausländische Mächte“ mit vereinten Kräften aus dem Hintergrund die Türkei schwächen und vernichten wollen.

## Hintergrund
Der Begriff geht auf den Vertrag von Sèvres von 1920 zwischen dem Osmanischen Reich, Armenien, Griechenland, Großbritannien, Frankreich und Italien zurück. Nach den Bestimmungen dieses Vertrages wurden große Teile des Osmanischen Reiches abgetrennt und anderen Territorien zugeschlagen bzw. unter den dezidierten Einfluss der anderen Vertragsmächte gestellt.  Lediglich das anatolische Kerngebiet um Angora wäre dadurch unter osmanischer Herrschaft verblieben. Allerdings wurde der Vertrag wegen des Türkischen Befreiungskrieges unter dem Gründer des türkischen Staates, Mustafa Kemal Atatürk, nie umgesetzt. Der türkische Geschichtswissenschaftler Taner Akçam beschreibt diese Einstellung als eine andauernde Sichtweise, dass „es Mächte gibt, die ständig anstreben, uns zu zerstückeln und zu zerstören, und dass es notwendig sei, den Staat vor dieser Gefahr zu verteidigen.“

## Inhalt
Das Syndrom bezieht sich „auf eine bestimmte Art der Wahrnehmung und sich daraus ergebende Reaktionsmuster, […] die in einer traumatischen Vergangenheitserfahrung mit dem Westen verwurzelt sind und die später nicht revidiert wurden, unabhängig davon, wie sich die tatsächlichen Beziehungen mit dem Westen im Laufe der Jahre verändert haben.“ Es beruht auf „tief verwurzelter Erinnerung und damit verbundener ebenso tief verwurzelter Politik der türkischen nationalistischen Eliten gegenüber dem Westen und seinen inländischen Verbündeten.“
Der dänische Politikwissenschaftler Dietrich Jung beschreibt diese Begriffe als „die Annahme, von Feinden umzingelt zu sein, welche die Zerstörung des türkischen Staates beabsichtigen“ und stellt fest, dass es eine bedeutende Determinante der türkischen Außenpolitik sei. Der Begriff wurde 1987 im Zusammenhang mit dem Kurdenkonflikt in der Türkei verwendet; er beschreibt die Einstellung von türkisch-rechtsextremistischen Kreisen zum türkischen EU-Beitritt. Auch die türkische Leugnung des Völkermords an den Armeniern wird unter anderem auf das Sèvres-Syndrom zurückgeführt.
Entsprechend der Ausführung von Fatma Müge Göçek unterscheidet die Literatur zum Sèvres-Syndrom drei Entwicklungsstufen des „Syndroms“:
- die anfangs vorübergehenden Auswirkungen des Vertrages von Sèvres auf Staat und Gesellschaft in Form von Furcht und Angst;
- die Verhandlungen während der Europäisierung der türkischen Republik (Kemalismus), die durch das Militär und die Republikanische Volkspartei angeführt wurde, innere und äußere Feinde sind in dieser Phase definiert;
- das institutionalisierte Syndrom wird radikalisiert, als ultra-nationalistische Parteien versuchen, als solche wahrgenommenen Feinde aus dem türkischen Volkskörper systematisch auszuschließen.